# تشارلز ينغ
تشارلز ينغ (بالصينية: 應昌佑) هو مغني صيني، ولد في 2 أبريل 1979 في هونغ كونغ في الصين.

## وصلات خارجية
- الموقع الرسمي